# Conakry

Tribuna principale dello Stade Général Lansana Conté de Nongo

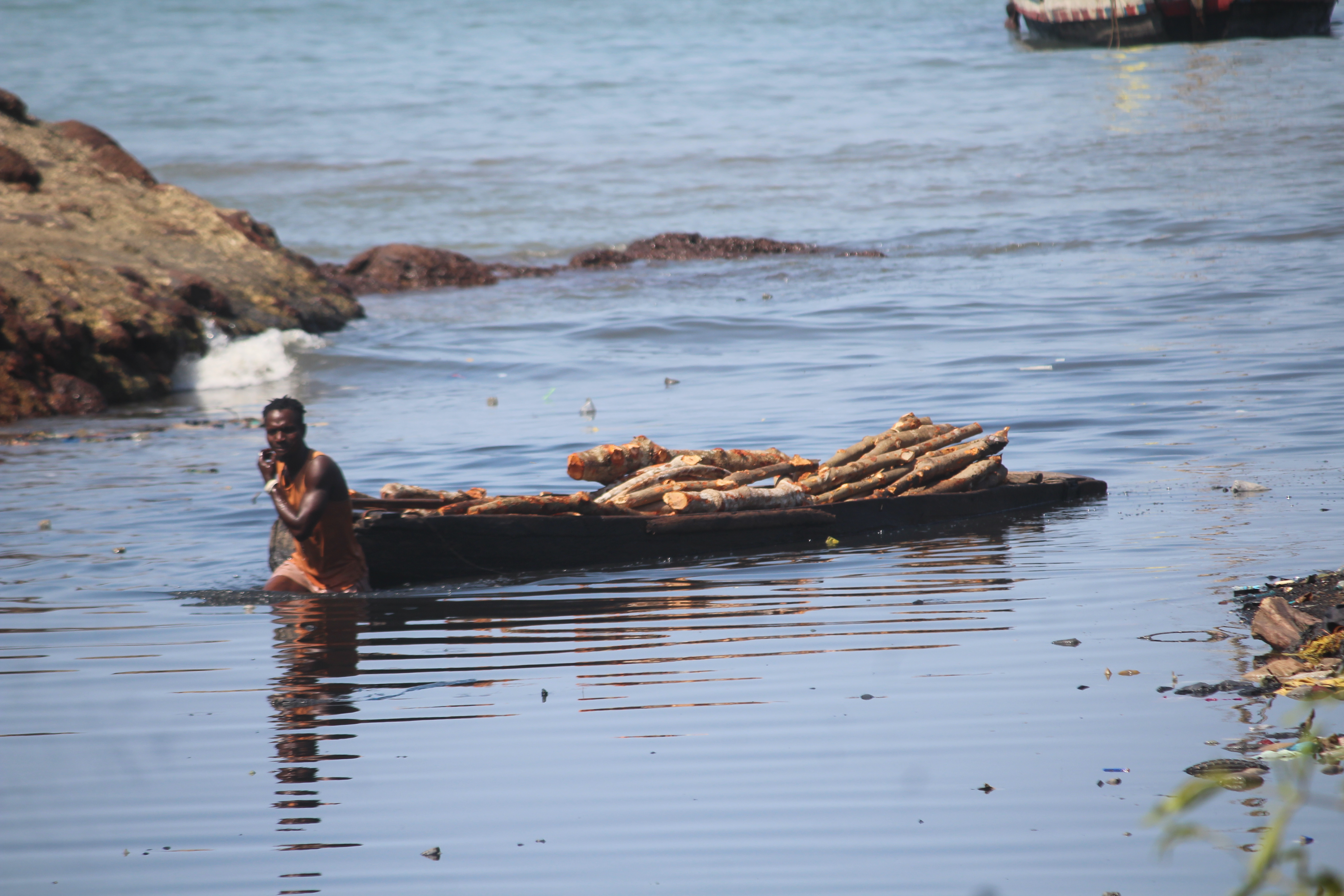
Piroghiere con delle mangrovie a Dixinn

Conakry (o anche Konakry, in malinké Kɔnakiri) è la capitale e la città più popolosa della Guinea. Porto sull'Oceano Atlantico, si sviluppa sul lembo settentrionale dell'isola Tombo.

## Origini del nome
Secondo la leggenda, il nome della città sarebbe frutto dell'unione del nome Cona, un tipo di vino locale prodotto dalla popolazione Baga, e la parola Nakiri, che significa "l'altra riva".

## Storia
Conakry si sviluppò sull'isola di Tombo all'estremità della penisola di Kaloum, alla quale è oggi collegata da un istmo, e sulla quale la città si è espansa. Conakry venne fondata dopo che i britannici cedettero l'isola alla Francia nel 1887. Divenne la capitale della Guinea Francese attorno al 1904 e prosperò come porto per le esportazioni guadagnandosi il nome di "Parigi d'Africa", in particolare il suo sviluppo crebbe quando venne attivata la ferrovia (oggi chiusa) che la collegava a Kankan.
Nel 1970 il conflitto tra l portoghesi e le forze dell'Partito Africano per l'Indipendenza della Guinea e di Capo Verde (PAIGC) nella confinante Guinea portoghese (ora Guinea-Bissau) si spostò nella Repubblica di Guinea, quando un gruppo di circa 350 soldati portoghesi sbarcarono vicino a Conakry, attaccarono la città e liberarono centinaia di prigionieri di guerra tenuti lì dal PAIGC (Operazione Mare Verde).

## Geografia antropica

### Suddivisioni amministrative
Oggi la città è cresciuta lungo la penisola, formando cinque distretti principali. Partendo dalla punta della penisola questi sono:
- Kaloum: il centro della città
- Dixinn
- Ratoma: noto per la sua vita notturna
- Matam
- Matoto

## Clima
| Conakry             | Mesi | Mesi | Mesi | Mesi | Mesi | Mesi | Mesi  | Mesi  | Mesi | Mesi | Mesi | Mesi | Stagioni | Stagioni | Stagioni | Stagioni | Anno  |
| Conakry             | Gen  | Feb  | Mar  | Apr  | Mag  | Giu  | Lug   | Ago   | Set  | Ott  | Nov  | Dic  | Inv      | Pri      | Est      | Aut      | Anno  |
| ------------------- | ---- | ---- | ---- | ---- | ---- | ---- | ----- | ----- | ---- | ---- | ---- | ---- | -------- | -------- | -------- | -------- | ----- |
| T. max. media (°C)  | 32,3 | 33,1 | 34,4 | 35,3 | 33,1 | 30,6 | 29,4  | 28,5  | 30,0 | 31,4 | 32,4 | 32,1 | 32,5     | 34,3     | 29,5     | 31,3     | 31,9  |
| T. min. media (°C)  | 22,5 | 24,0 | 25,4 | 25,9 | 25,2 | 23,9 | 23,2  | 23,2  | 23,6 | 24,1 | 24,7 | 23,4 | 23,3     | 25,5     | 23,4     | 24,1     | 24,1  |
| Precipitazioni (mm) | 1    | 1    | 4    | 24   | 133  | 413  | 1 091 | 1 062 | 606  | 317  | 98   | 10   | 12       | 161      | 2 566    | 1 021    | 3 760 |

## Monumenti e luoghi d'interesse
Tra le attrazioni della città troviamo:
- Palazzo del popolo della Guinea
- Moschea Grande di Conakry
- Iles de Los
- Giardini botanici
- Monumento commemorativo per le vittime del 1970

## Cultura
Nella città sono famosi i diversi mercati che si organizzano.

### Istruzione

#### Università
- Università Gamal Abdel Nasser di Conakry: a Dixinn

Oltre all'università, in città ha sede l'Istituto Politecnico di Conakry.

### Musei
- Museo Nazionale della Guinea

## Infrastrutture e trasporti

### Strade
Il sistema di numerazione delle strade di Conakry etichetta tutte le strade con KA, seguito da un numero a tre cifre: dispari per le strade orientate in direzione nord-sud, pari per quelle in direzione est-ovest (ad esempio KA002).

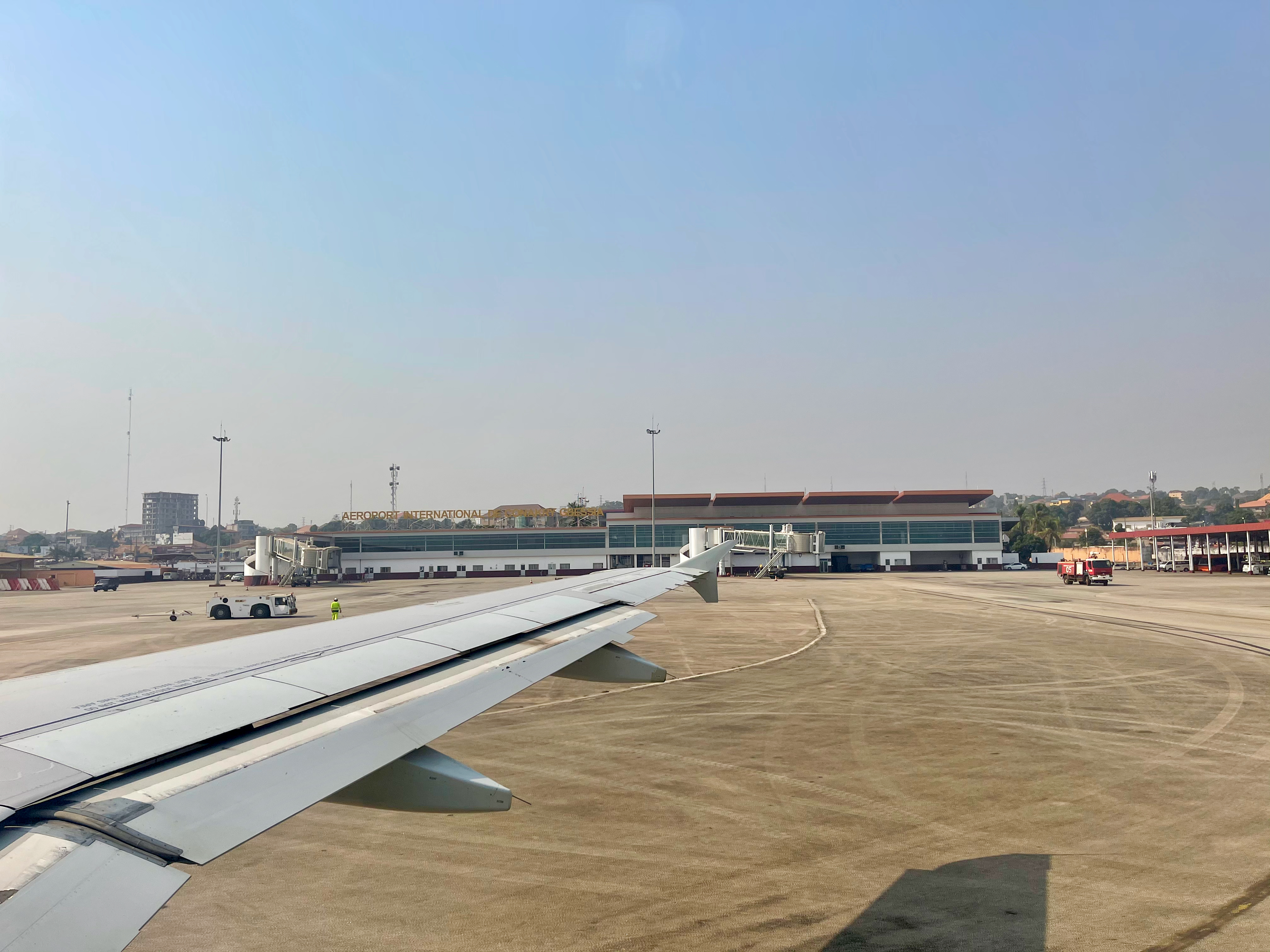
Aeroporto di Conakry

### Aeroporti
A Matoto si trova l'aeroporto di Conakry, l'aeroporto Gbessia.

## Economia
Conakry è la più grande città della Guinea e ne è il centro amministrativo, economico e delle comunicazioni. L'economia della città ruota attorno al porto, dotato di moderne strutture per la gestione e il carico dei cargo, attraverso i quali vengono imbarcati alluminio e banane. L'industria prevalente è quella alimentare e automobilistica.

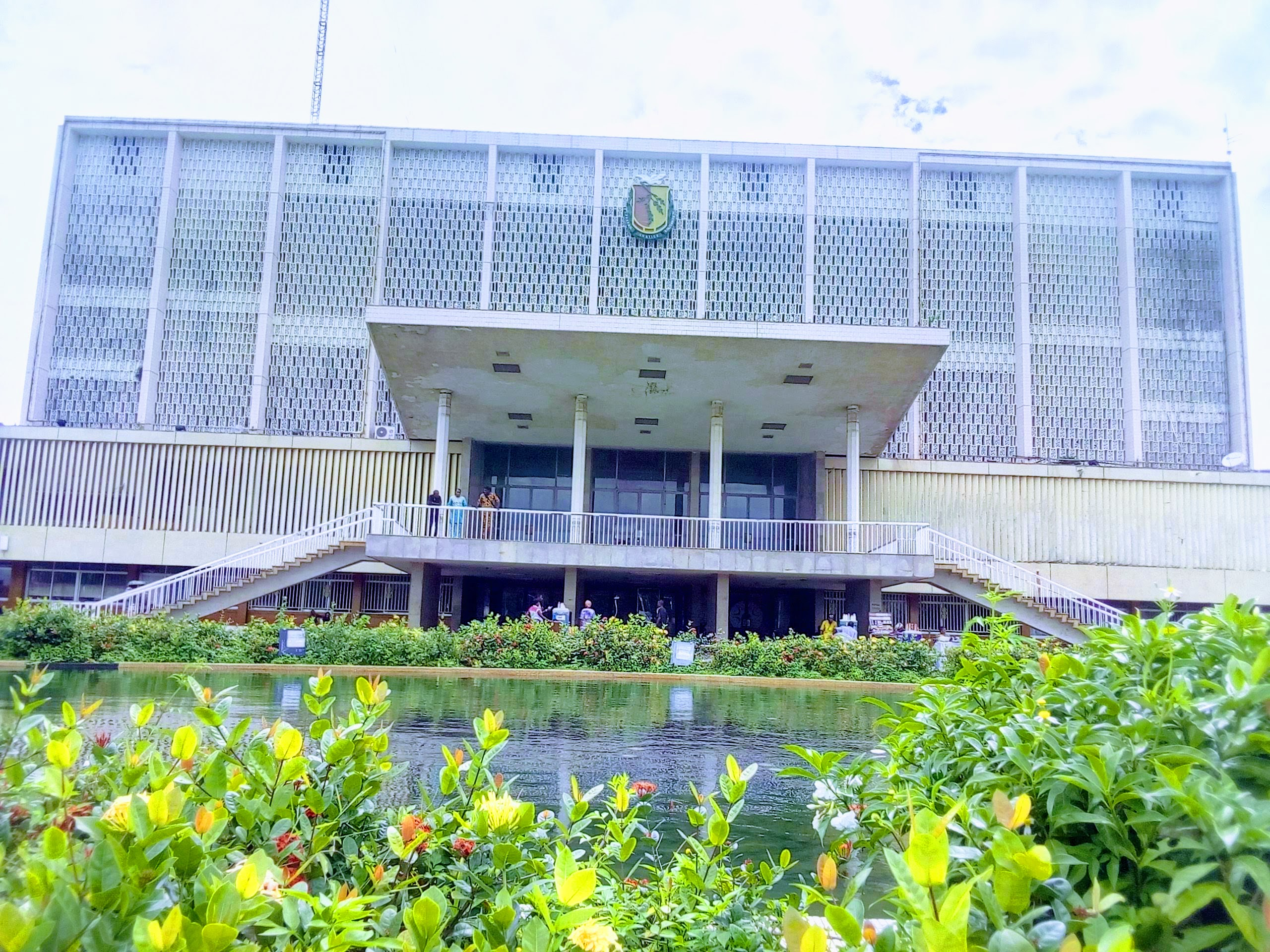
Entrata principale del Palais du Peuple (in italiano: Palazzo del Popolo)

## Amministrazione

### Ambasciate e consolati
A Dixinn si trovano molte ambasciate.

### Gemellaggi
- Cleveland